# Detroit Indy Grand Prix de 2008
Detroit Indy Grand Prix de 2008 foi a décima sexta corrida da temporada de 2008 da IndyCar Series. A corrida foi disputada no dia 31 de agosto em um circuito montado no Belle Isle Park, localizado na cidade de Detroit, Michigan. O vencedor foi o inglês Justin Wilson da equipe Newman/Haas/Lanigan Racing.

## Pilotos e Equipes
| Nº | Piloto            | Equipe                     | Chassis | Motor | Pneu |
| -- | ----------------- | -------------------------- | ------- | ----- | ---- |
| 2  | A. J. Foyt IV     | Vision Racing              | Dallara | Honda | F    |
| 3  | Hélio Castroneves | Team Penske                | Dallara | Honda | F    |
| 4  | Vitor Meira       | Panther Racing             | Dallara | Honda | F    |
| 5  | Oriol Servià (R)  | KV Racing Technology       | Dallara | Honda | F    |
| 6  | Ryan Briscoe      | Team Penske                | Dallara | Honda | F    |
| 7  | Danica Patrick    | Andretti-Green Racing      | Dallara | Honda | F    |
| 8  | Will Power (R)    | KV Racing Technology       | Dallara | Honda | F    |
| 9  | Scott Dixon       | Chip Ganassi Racing        | Dallara | Honda | F    |
| 10 | Dan Wheldon       | Chip Ganassi Racing        | Dallara | Honda | F    |
| 11 | Tony Kanaan       | Andretti-Green Racing      | Dallara | Honda | F    |
| 12 | Tomas Scheckter   | Luczo Dragon Racing        | Dallara | Honda | F    |
| 14 | Darren Manning    | A. J. Foyt Enterprises     | Dallara | Honda | F    |
| 15 | Buddy Rice        | Dreyer & Reinbold Racing   | Dallara | Honda | F    |
| 17 | Ryan Hunter-Reay  | Rahal Letterman Racing     | Dallara | Honda | F    |
| 18 | Bruno Junqueira   | Dale Coyne Racing          | Dallara | Honda | F    |
| 19 | Mario Moraes (R)  | Dale Coyne Racing          | Dallara | Honda | F    |
| 20 | Ed Carpenter      | Vision Racing              | Dallara | Honda | F    |
| 23 | Milka Duno        | Dreyer & Reinbold Racing   | Dallara | Honda | F    |
| 25 | Marty Roth        | Roth Racing                | Dallara | Honda | F    |
| 26 | Marco Andretti    | Andretti-Green Racing      | Dallara | Honda | F    |
| 27 | Hideki Mutoh (R)  | Andretti-Green Racing      | Dallara | Honda | F    |
| 33 | E. J. Viso (R)    | HVM Racing                 | Dallara | Honda | F    |
| 34 | Jaime Câmara (R)  | Conquest Racing            | Dallara | Honda | F    |
| 36 | Alex Tagliani     | Conquest Racing            | Dallara | Honda | F    |
| 02 | Justin Wilson (R) | Newman/Haas/Lanigan Racing | Dallara | Honda | F    |
| 06 | Graham Rahal (R)  | Newman/Haas/Lanigan Racing | Dallara | Honda | F    |

- (R) - Rookie

## Resultados

### Treino classificatório
| Treino classificatório - 30 de agosto | Treino classificatório - 30 de agosto | Treino classificatório - 30 de agosto | Treino classificatório - 30 de agosto | Treino classificatório - 30 de agosto | Treino classificatório - 30 de agosto | Treino classificatório - 30 de agosto | Treino classificatório - 30 de agosto | Treino classificatório - 30 de agosto |
| Pos.                                  | Nº                                    | Piloto                                | Equipe                                | Q1                                    | Q1                                    | Q2                                    | Q3                                    |                                       |
| Pos.                                  | Nº                                    | Piloto                                | Equipe                                | Grupo 1                               | Grupo 2                               | Q2                                    | Q3                                    |                                       |
| ------------------------------------- | ------------------------------------- | ------------------------------------- | ------------------------------------- | ------------------------------------- | ------------------------------------- | ------------------------------------- | ------------------------------------- | ------------------------------------- |
| 1                                     | 9                                     | Scott Dixon                           | Chip Ganassi Racing                   |                                       | 1:12.5071                             | 1:12.6211                             | 1:12.2861                             |                                       |
| 2                                     | 3                                     | Hélio Castroneves                     | Team Penske                           | 1:12.8883                             |                                       | 1:12.4140                             | 1:12.7649                             |                                       |
| 3                                     | 5                                     | Oriol Servià (R)                      | KV Racing Technology                  | 1:13.4041                             |                                       | 1:12.6978                             | 1:12.9618                             |                                       |
| 4                                     | 02                                    | Justin Wilson (R)                     | Newman/Haas/Lanigan Racing            |                                       | 1:13.6269                             | 1:12.6327                             | 1:13.0530                             |                                       |
| 5                                     | 6                                     | Ryan Briscoe                          | Team Penske                           | 1:12.7071                             |                                       | 1:12.7684                             | 1:13.1004                             |                                       |
| 6                                     | 06                                    | Graham Rahal (R)                      | Newman/Haas/Lanigan Racing            |                                       | 1:13.1940                             | 1:12.7043                             | 1:13.6464                             |                                       |
| 7                                     | 17                                    | Ryan Hunter-Reay                      | Rahal Letterman Racing                |                                       | 1:13.3831                             | 1:12.9511                             |                                       |                                       |
| 8                                     | 11                                    | Tony Kanaan                           | Andretti-Green Racing                 | 1:13.2230                             |                                       | 1:13.2339                             |                                       |                                       |
| 9                                     | 33                                    | E. J. Viso (R)                        | HVM Racing                            |                                       | 1:13.4241                             | 1:13.5354                             |                                       |                                       |
| 10                                    | 7                                     | Danica Patrick                        | Andretti-Green Racing                 | 1:14.1359                             |                                       | 1:13.9158                             |                                       |                                       |
| 11                                    | 10                                    | Dan Wheldon                           | Chip Ganassi Racing                   | 1:13.8180                             |                                       | 1:13.9267                             |                                       |                                       |
| 12                                    | 8                                     | Will Power (R)                        | KV Racing Technology                  |                                       | 1:12.9377                             | sem tempo                             |                                       |                                       |
| 13                                    | 26                                    | Marco Andretti                        | Andretti-Green Racing                 | 1:14.1623                             |                                       |                                       |                                       |                                       |
| 14                                    | 4                                     | Vitor Meira                           | Panther Racing                        |                                       | 1:13.6678                             |                                       |                                       |                                       |
| 15                                    | 14                                    | Darren Manning                        | A. J. Foyt Enterprises                | 1:14.2619                             |                                       |                                       |                                       |                                       |
| 16                                    | 27                                    | Hideki Mutoh (R)                      | Andretti-Green Racing                 |                                       | 1:13.9158                             |                                       |                                       |                                       |
| 17                                    | 2                                     | A. J. Foyt IV                         | Vision Racing                         | 1:14.3486                             |                                       |                                       |                                       |                                       |
| 18                                    | 15                                    | Buddy Rice                            | Dreyer & Reinbold Racing              |                                       | 1:15.0969                             |                                       |                                       |                                       |
| 19                                    | 19                                    | Mario Moraes (R)                      | Dale Coyne Racing                     | 1:14.4841                             |                                       |                                       |                                       |                                       |
| 20                                    | 20                                    | Ed Carpenter                          | Vision Racing                         |                                       | 1:15.3061                             |                                       |                                       |                                       |
| 21                                    | 36                                    | Alex Tagliani                         | Conquest Racing                       | 1:16.6407                             |                                       |                                       |                                       |                                       |
| 22                                    | 34                                    | Jaime Câmara (R)                      | Conquest Racing                       |                                       | 1:16.7047                             |                                       |                                       |                                       |
| 23                                    | 23                                    | Milka Duno                            | Dreyer & Reinbold Racing              | 1:19.0865                             |                                       |                                       |                                       |                                       |
| 24                                    | 18                                    | Bruno Junqueira                       | Dale Coyne Racing                     |                                       | 1:22.3955                             |                                       |                                       |                                       |
| 25                                    | 25                                    | Marty Roth                            | Roth Racing                           | sem tempo                             |                                       |                                       |                                       |                                       |
| 26                                    | 12                                    | Tomas Scheckter                       | Luczo Dragon Racing                   |                                       | sem tempo                             |                                       |                                       |                                       |
| Relatório[ligação inativa]            |                                       |                                       |                                       |                                       |                                       |                                       |                                       |                                       |

- (R) - Rookie

### Corrida
| Corrida - 31 de agosto     | Corrida - 31 de agosto | Corrida - 31 de agosto | Corrida - 31 de agosto     | Corrida - 31 de agosto | Corrida - 31 de agosto | Corrida - 31 de agosto | Corrida - 31 de agosto | Corrida - 31 de agosto |
| Pos                        | Nº                     | Piloto                 | Equipe                     | Voltas                 | Tempo                  | Largada                | Voltas na Liderança    | Pontos                 |
| -------------------------- | ---------------------- | ---------------------- | -------------------------- | ---------------------- | ---------------------- | ---------------------- | ---------------------- | ---------------------- |
| 1                          | 02                     | Justin Wilson (R)      | Newman/Haas/Lanigan Racing | 87                     | 2:00:10.7618           | 4                      | 15                     | 50                     |
| 2                          | 3                      | Hélio Castroneves      | Team Penske                | 87                     | +4.4058                | 2                      | 53                     | 43                     |
| 3                          | 11                     | Tony Kanaan            | Andretti-Green Racing      | 87                     | +17.6815               | 8                      | 0                      | 35                     |
| 4                          | 5                      | Oriol Servià (R)       | KV Racing Technology       | 87                     | +26.5468               | 3                      | 1                      | 32                     |
| 5                          | 9                      | Scott Dixon            | Chip Ganassi Racing        | 87                     | +27.7185               | 1                      | 18                     | 30                     |
| 6                          | 17                     | Ryan Hunter-Reay       | Rahal Letterman Racing     | 87                     | +28.2688               | 7                      | 0                      | 28                     |
| 7                          | 18                     | Bruno Junqueira        | Dale Coyne Racing          | 87                     | +28.6815               | 24                     | 0                      | 26                     |
| 8                          | 8                      | Will Power (R)         | KV Racing Technology       | 87                     | +28.8776               | 12                     | 0                      | 24                     |
| 9                          | 6                      | Ryan Briscoe           | Team Penske                | 87                     | +35.5244               | 5                      | 0                      | 22                     |
| 10                         | 2                      | A. J. Foyt IV          | Vision Racing              | 87                     | +38.1040               | 17                     | 0                      | 20                     |
| 11                         | 27                     | Hideki Mutoh (R)       | Andretti-Green Racing      | 87                     | +38.3811               | 16                     | 0                      | 19                     |
| 12                         | 14                     | Darren Manning         | A. J. Foyt Enterprises     | 87                     | +44.6662               | 15                     | 0                      | 18                     |
| 13                         | 06                     | Graham Rahal (R)       | Newman/Haas/Lanigan Racing | 87                     | +47.8028               | 6                      | 0                      | 17                     |
| 14                         | 20                     | Ed Carpenter           | Vision Racing              | 87                     | +61.2771               | 20                     | 0                      | 16                     |
| 15                         | 19                     | Mario Moraes (R)       | Dale Coyne Racing          | 86                     | +1 volta               | 19                     | 0                      | 15                     |
| 16                         | 7                      | Danica Patrick         | Andretti-Green Racing      | 86                     | +1 volta               | 10                     | 0                      | 14                     |
| 17                         | 4                      | Vitor Meira            | Panther Racing             | 83                     | +4 voltas              | 14                     | 0                      | 13                     |
| 18                         | 26                     | Marco Andretti         | Andretti-Green Racing      | 81                     | Mecânico               | 13                     | 0                      | 12                     |
| 19                         | 15                     | Buddy Rice             | Dreyer & Reinbold Racing   | 76                     | Mecânico               | 18                     | 0                      | 12                     |
| 20                         | 10                     | Dan Wheldon            | Chip Ganassi Racing        | 64                     | +23 voltas             | 11                     | 0                      | 12                     |
| 21                         | 12                     | Tomas Scheckter        | Luczo Dragon Racing        | 56                     | +31 voltas             | 26                     | 0                      | 12                     |
| 22                         | 36                     | Alex Tagliani          | Conquest Racing            | 54                     | Mecânico               | 21                     | 0                      | 12                     |
| 23                         | 23                     | Milka Duno             | Dreyer & Reinbold Racing   | 46                     | Mecânico               | 23                     | 0                      | 12                     |
| 24                         | 33                     | E. J. Viso (R)         | HVM Racing                 | 32                     | Contato                | 9                      | 0                      | 12                     |
| 25                         | 34                     | Jaime Câmara (R)       | Conquest Racing            | 16                     | Contato                | 22                     | 0                      | 10                     |
| 26                         | 25                     | Marty Roth             | Roth Racing                | 0                      | Não largou             | 25                     | 0                      | 5                      |
| Relatório[ligação inativa] |                        |                        |                            |                        |                        |                        |                        |                        |

* (R) - Rookie
Nota
- A prova teria 90 voltas, mas como excedeu o tempo de horas, a prova foi encerrada com 87 voltas.